# 카롤리나 플리스코바
카롤리나 플리스코바(Karolína Plíšková 1992년 3월 21일~)는 체코의 여자 테니스 선수이다. 2016년 US 오픈 여자 단식에서 준우승을 기록했다.

## 메이저 대회 결승

### 그랜드 슬램 결승

#### 단식: 1 (준우승 1)
| 결과   | 연도 | 대회    | 코트 | 결승 상대       | 스코어        |
| ------ | ---- | ------- | ---- | --------------- | ------------- |
| 준우승 | 2016 | US 오픈 | Hard | 안젤리크 케르버 | 3–6, 6–4, 4–6 |